# Безвременник змеевиковый
Безвре́менник змеевиковый (лат. Colchicum serpentinum) — многолетнее травянистое растение, вид рода Безвременник (Colchicum) семейства Безвременниковые (Colchicaceae).

## Распространение и экология
Эндемик Турции. Описан в бывшем Артвинском округе.
Произрастает по горным склонам, среди кустарников.

## Ботаническое описание
Растение высотой 11—13 см, цветёт одновременно с появлением листьев. Луковицы мелкие, длиной 1—2 см, диаметром 5—8 мм, почти цилиндрические, оболочки короткие, тонкие, перепончатые, буровато-коричневые.
Листья в числе 2—3, узколинейные, шириной 2—4 мм, слегка изогнутые, желобчатые, по отцветании сильно изогнутые, даже скрученные. Чехол (безлистное влагалище) длинный, бледный, перепончатый, на верхушке косо-срезанный.
Цветки в числе 1—4, бледно-розовые, листочки околоцветника длиной 2—2,5 см, продолговато-ланцетные, с очень тонкой трубкой, в 3—4 раза превышающей цветок. Тычинки вдвое короче листочков; тычиночные нити при основании утолщённые и затем постепенно утончающиеся, оранжевые, в сухом виде бледно-розово-фиолетовые; пыльники мелкие, диаметром 2 мм, линейные, в 4—5 раз короче нитей, в сухом виде черновато-зеленоватые; столбики превосходят тычинки, нитевидные, прямые.

## Таксономия
Вид Безвременник змеевиковый входит в род Безвременник (Colchicum) семейства Безвременниковые (Colchicaceae) порядка Лилиецветные (Liliales).
|  |                                        |  |                                                             |                                                             |                            |  | ещё 9 семейств (согласно Системе APG II) | ещё 9 семейств (согласно Системе APG II) |                              |  |  |  | ещё более 100 видов |
|  |                                        |  |                                                             |                                                             |                            |  | ещё 9 семейств (согласно Системе APG II) | ещё 9 семейств (согласно Системе APG II) |                              |  |  |  | ещё более 100 видов |
|  |                                        |  |                                                             | порядок Лилиецветные                                        |                            |  |                                          |                                          | род Безвременник             |  |  |  |                     |
|  |                                        |  |                                                             | порядок Лилиецветные                                        |                            |  |                                          |                                          | род Безвременник             |  |  |  |                     |
|  | царство Цветковые, или Покрытосеменные |  |                                                             |                                                             | семейство Безвременниковые |  |                                          |                                          | вид Безвременник змеевиковый |  |  |  |                     |
|  | царство Цветковые, или Покрытосеменные |  |                                                             |                                                             | семейство Безвременниковые |  |                                          |                                          |                              |  |  |  |                     |
|  |                                        |  | ещё 44 порядка цветковых растений (согласно Системе APG II) | ещё 44 порядка цветковых растений (согласно Системе APG II) |                            |  |                                          | ещё 21 род                               | ещё 21 род                   |  |  |  |                     |
|  |                                        |  |                                                             | ещё 44 порядка цветковых растений (согласно Системе APG II) |                            |  |                                          |                                          | ещё 21 род                   |  |  |  |                     |